# Грибачи (Могилёвская область)
Грибачи́ — деревня в составе Пашковского сельсовета Могилёвского района Могилёвской области Белоруссии. Находится на границе с Шкловским районом Могилёвской области.

## Планировка
Состоит из 1 протяжённой (Низкая улица) и трёх коротких, параллельных между собой улиц, ориентированных с юго-запада на северо-восток .
На западе Низкая улица разветвляется, и проходит западной ветвью ориентированная меридионально, вдоль озера. Застроена преимущественно двусторонне, плотно, традиционными деревянными домами усадебного типа.
На юго-западной окраине около местной дороги — хозяйственный сектор.

## Географическое положение
Находится в 20 км на север от Могилёва, 8 км от железнодорожной станции Полыковские Хутора на линии Могилёв—Орша. Рельеф равнинный, на северо-западе граничит с лесом, течёт река Лахва (приток реки Днепр), на западной окраине — озеро. Транспортные связи по местной дороге через деревни Речки 1, Софиевка и далее по шоссе Могилёв—Шклов.

## Демография
В 2007 году — 37 хозяйств, 68 жителей.

## История
Известна в Российской империи с XIX века.
В 1858 году в Могилёвском уезде Могилёвской губернии, собственность помещика — 54 ревизские души.
В 1880 году 22 двора, 141 житель. Сельчане занимались земледелием, скорняжным промыслом и изготовлением различных бытовых вещей из дерева.
Согласно переписи 1897 года в Толпечицкой волости Могилёвского уезда, 34 двора, 221 житель. Имелись хлебозапасный магазин, школа грамоты.
В 1909 году 42 двора, 245 жителей.
В 1913 году открыта земская школа. На базе дореволюционной создана рабочая школа 1-й степени, в которой в 1925 году были 32 ученика, имелся драматический кружок.
В 1926 году 75 дворов, 393 жителя.
С 17 июля 1924 до 26 июля 1930 года в Могилёвском районе Могилёвского округа
С 1928 года действовало сыродельное предприятие.
В 1933 году в деревне организован колхоз «2-я пятилетка», который в 1933 году объединял 23 хозяйства. Имелись нефтяная и ветряная мельницы.
В 1934 году в деревню переселены жители хутора Михайловский, находящегося в 1,5 километрах на юго-востоке от поселения.
В 1936 году в начальной школе обучалось 76 учеников, действовала библиотека.
С 20 февраля 1938 года в Могилёвской области.
В Великую Отечественную войну с июля 1941 года до 27 июня 1944 года была оккупирована немецко-фашистскими захватчиками. За годы войны в деревне было убито оккупантами, погибло в плену, концлагерях и на фронте 37 жителей деревни.
В 1990 году 70 хозяйств, 186 жителей, в составе колхоза «Заря» (центр — деревня Речки 1). Располагалась ферма крупного рогатого скота, работал магазин.

## Список улиц
| - Низкая; | - Полевая; | - Садовая; | - Центральная; |

## Транспорт
Рядом проходит проходит магистраль M8, она же Европейский маршрут E 95 — основноя трасса панъевропейского транспортного коридора IX Хельсинки-Александруполис.